# Патоцкий, Олег Анатольевич
Оле́г Анато́льевич Пато́цкий (бел. Алег Анатольевіч Патоцкі; род. 24 июня 1991, Сосны) — белорусский футболист, выступавший на позиции полузащитника.

## Карьера

### Клубная
Воспитанник футбольной школы «Трактор» города Минска. Первый тренер — Вадим Алексеевич Мурсалов.
В 2008 году перешёл в БАТЭ, где выступал за дублирующий состав (за четыре сезона в дубле сыграл в 84-х матчах и забил 13 голов). Сезон-2012 провёл в аренде в могилёвском «Днепре». 18 февраля 2013 года подписал с клубом 2-летний контракт. В марте 2014 года контракт с «Днепром» был расторгнут по соглашению сторон, и вскоре Олег стал игроком «Городеи». Первую половину сезона 2014 пропустил из-за травмы, позднее закрепился в основе.
В январе 2015 года находился на просмотре в «Торпедо-БелАЗ», но безуспешно. Позднее на протяжении значительного периода находился в стане бобруйской «Белшины», однако в марте покинул команду. Из-за травмы пропустил начало сезона 2015, в мае подписал контракт с «Ислочью». В сезоне 2015 редко появлялся на поле, восстанавливаясь от травмы. В первой половине сезона 2016 игра в стартовом составе «Ислочи», которая вышла в Высшую лигу, в августе получил очередную травму и выбыл до конца сезона.
В январе 2017 года продлил контракт с клубом. В начале сезона 2017 играл за дубль, позднее вернул место в основном составе и в результате был признан лучшим игроком сезона в составе «волков». В январе 2018 года стало известно, что Патоцкий продолжит выступать за «Ислочь». В сезоне 2018 был игроком стартового состава.
В начале 2019 года также рассматривался как игрок основы, однако 14 марта в кубковом матче против БАТЭ получил тяжёлую травму, из-за которой выбыл на продолжительный период. Вернулся на поле только в конце сентября того же года. В ноябре продлил контракт с «Ислочью». В сезоне 2020 был игроком стартового состава команды. В начале 2021 года стал одним из немногих опытных игроков, которые остались в команде после того, как она взяла курс на омоложение. В сезоне 2021 играл преимущественно в стартовом составе, иногда отсутствовал из-за травм.
В январе 2022 года продлил соглашение с «Ислочью» ещё на один год. Первый матч в сезоне сыграл 19 марта 2022 года против «Слуцка». Первым голом и результативной передачей отличился 6 августа 2022 года в матче против того же «Слуцка». Этот гол стал лучшим в Высшей лиге в августе 2022 года. По окончании сезона в активе футболиста были забитый гол и результативная передача.
В декабре 2022 года футболист снова продлил контракт с минским клубом. В марте 2024 года завершил профессиональную карьеру футболиста.

### В сборной
Выступал за молодёжную сборную Беларуси.

## Достижения
- Чемпион Беларуси (2): 2010, 2011
- Чемпион Первой лиги (2): 2012, 2015